# Literatura LGBT do Brasil
A literatura LGBT do Brasil, entendida como a literatura escrita por autores brasileiros que envolve tramas ou personagens que fazem parte ou se relacionam com a diversidade sexual, tem uma tradição que remonta ao século XVII, especificamente à obra do poeta Gregório de Matos, que ao longo de toda a sua vida escreveu uma série de poemas satíricos de carácter homossexual sobre os seus adversários políticos. As primeiras obras narrativas a fazerem referência à homossexualidade, surgiram quase dois séculos depois, nas décadas de 1870 e 1880, das mãos de escritores como Joaquim Manuel de Macedo, Aluísio Azevedo e Raul Pompeia. As obras desses autores, em sua maioria enquadradas na tendência do naturalismo, apresentavam uma visão da homossexualidade baseada em concepções da época, sob um estereótipo negativo de desvio sexual. Em meio a esse contexto, surgiu o romance "Bom-Crioulo" (1895), escrito por Adolfo Caminha e tradicionalmente apontado como o iniciador da literatura LGBT brasileira, além de ser considerado o primeiro romance LGBT da América Latina. Embora também compartilhasse uma visão negativa da homossexualidade, foi a primeira obra a focar sua trama em um relacionamento entre pessoas do mesmo sexo.

## Histórico
O início do século XX viu a entrada de autores como João do Rio, que abordava a diversidade sexual em algumas de suas histórias e que era conhecido por ser homossexual, e a publicação de obras como "Pílades e Orestes", uma história homoerótica de Machado de Assis, e "O menino do Gouveia" (1914), história anônima considerada a primeira obra pornográfica LGBT do Brasil. O romance "Vertigem" (1926), de Laura Villares, destaca-se por ser o primeiro a abordar o lesbianismo escrito por uma brasileira, embora também tenha um olhar moralista e condenatório sobre a protagonista.
Durante a era pós-Estado Novo, vários textos continuaram a apresentar temas LGBT de forma sutil. A obra paradigmática desta tendência foi "Frederico Paciência" (1947), um conto de Mário de Andrade sobre uma amizade masculina com conotações homoeróticas que, apesar de não explicitar a orientação sexual das personagens, foi um dos primeiros a evidenciar esta atração de forma positiva. A década de 1950 foi caracterizada pela publicação de dois romances clássicos da literatura brasileira que incluíam subtramas LGBT: "Grande Sertão: Veredas" (1956), de João Guimarães Rosa, e "Crônica da casa assassinada" (1959) de Lúcio Cardoso. Esses romances abordavam a diversidade sexual de forma marcadamente diferente das obras anteriores, em tramas que exploravam conceitos como espiritualidade, travestismo, metafísica e desejo proibido.
Até a segunda metade do século XX, a literatura homossexual masculina brasileira, diferentemente da tradição anglo-saxônica, tinha entre suas características comuns a reprodução de papéis bem definidos nas relações que retratava, com a figura de um homem forte e de características masculinas e outro mostrado como fraco e submisso, num análogo dos papéis sociais da época presentes nas relações heterossexuais, como pode ser visto em "Bom-Crioulo". Além disso, era comum que figuras homossexuais masculinas e femininas fossem retratadas de forma caricatural ou exótica. Destaca-se também a figura do Carnaval brasileiro, que na ficção foi mostrado por diversos autores como um momento em que as pessoas podiam esconder suas identidades enquanto desfrutavam de maior liberdade sexual e praticavam atos geralmente considerados ilícitos.

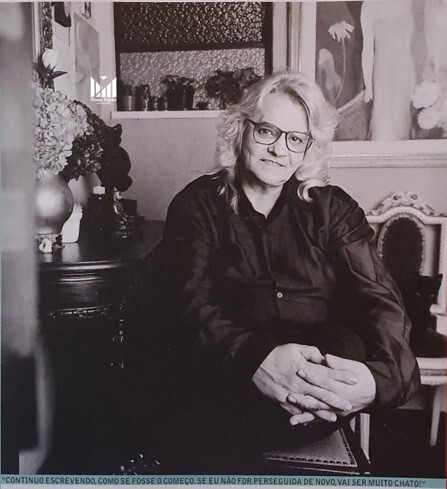
Escritora Cassandra Rios em retrato frontal.

O período da ditadura militar brasileira é caracterizado pela forte censura exercida pelo regime, embora eventos como os motins de Stonewall e o nascimento do movimento LGBT internacional também tenham ajudado a iniciar um boom na publicação de obras LGBT. A escritora mais importante desse período foi Cassandra Rios, que, apesar de ser alvo recorrente de censura pelas temáticas lésbicas de suas obras, tornou-se a escritora brasileira de maior sucesso de todos os tempos, com períodos em que atingiu vendas de 300 mil livros por ano, embora, simultaneamente, tenha sido ignorada pela crítica. Com o tempo, Rios passou a ser considerada a iniciadora da tradição literária lésbica brasileira. Outros notáveis autores de temática LGBT dos anos da ditadura, foram Gilberto Freyre e Aguinaldo Silva, este especialmente com o romance "Primeira carta aos andróginos" (1975).

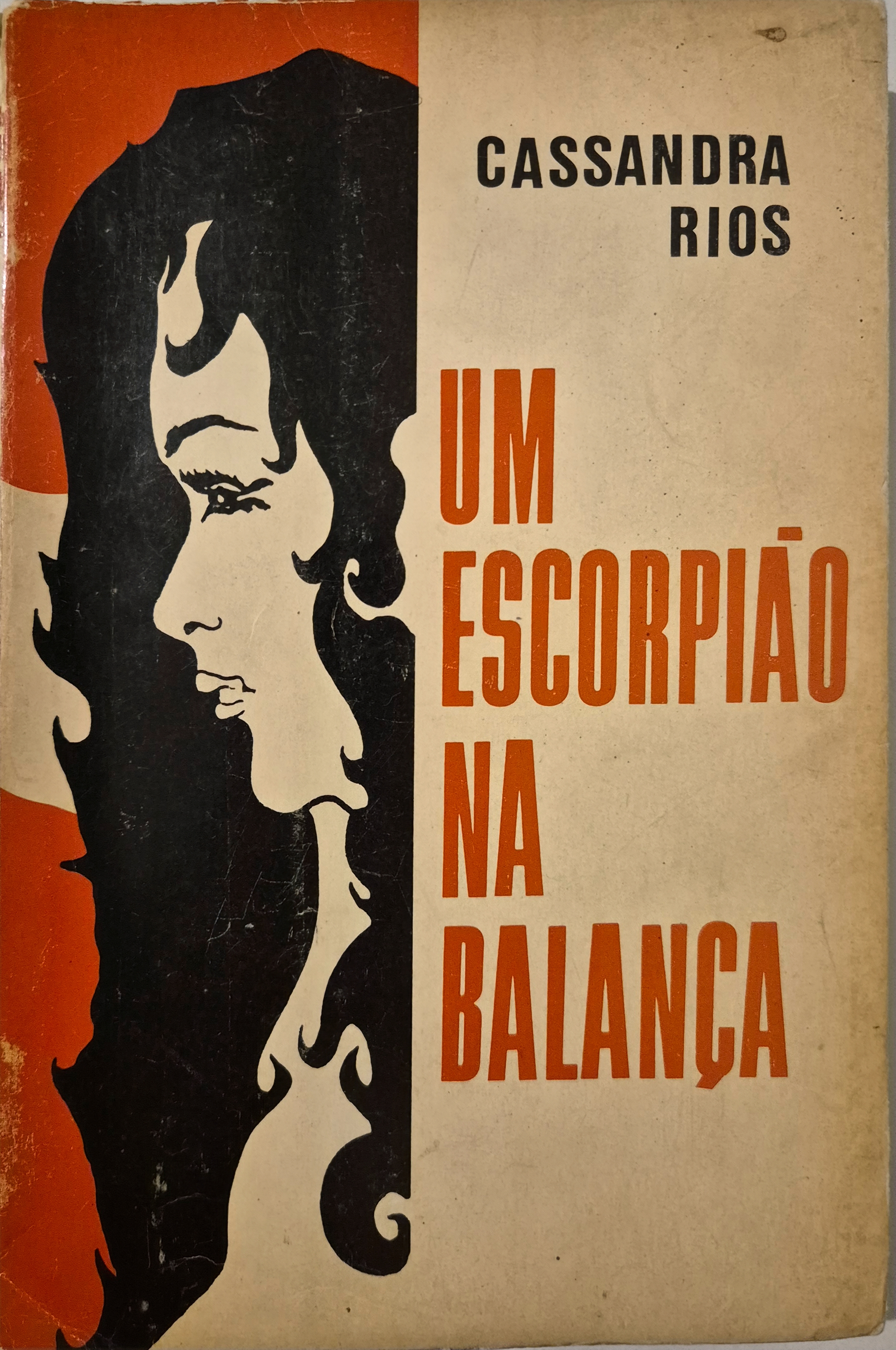
Capa do livro Um Escorpião Na Balança, de Cassandra Rios do ano de 1965. O livro é notável por retratar uma relação amorosa entre duas mulheres de forma aberta e intensa, algo considerado extremamente moderno e ousado para a época.

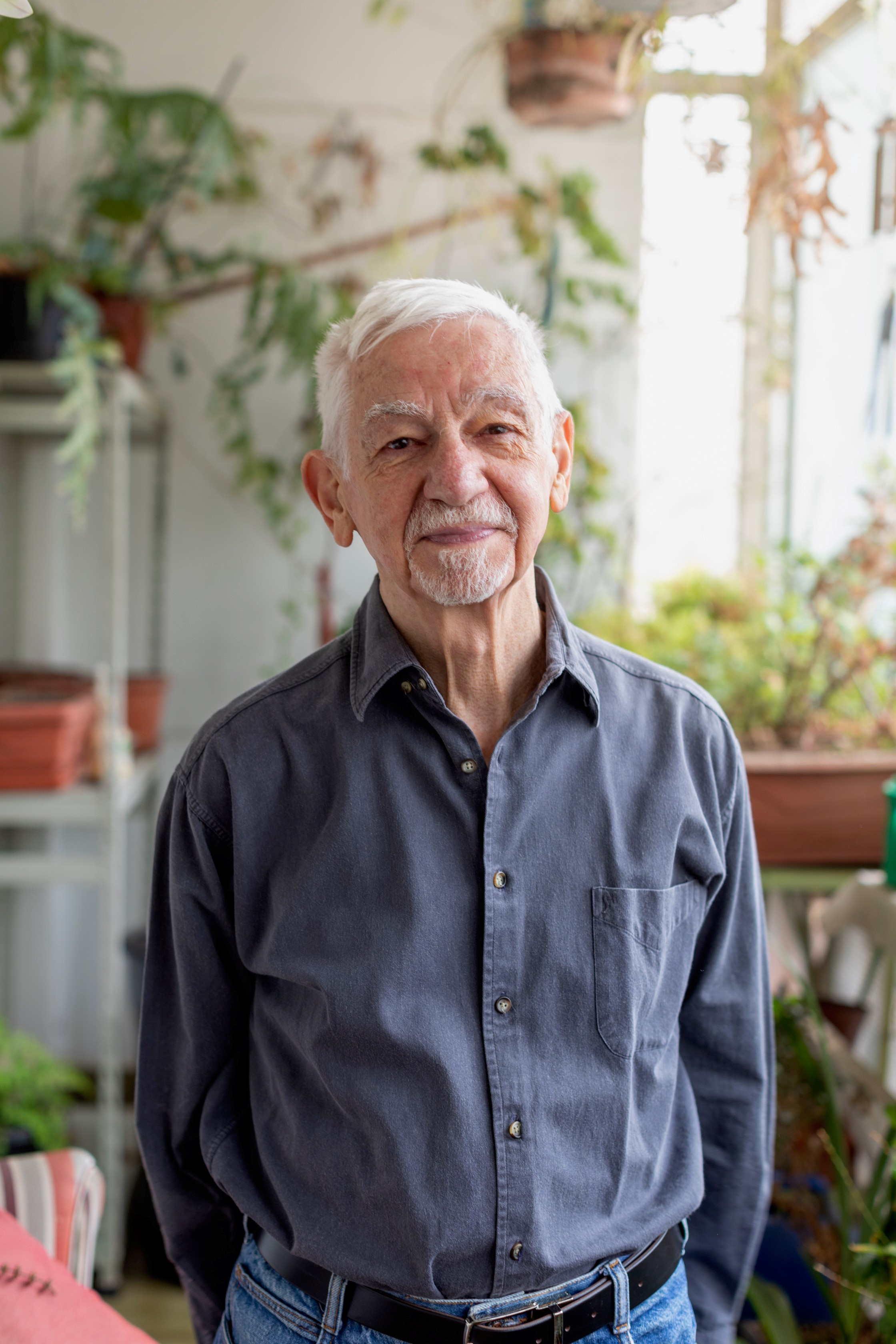
João Silvério Trevisan, escritor brasileiro.

Também dessa época são as figuras de Caio Fernando Abreu, Silviano Santiago e João Silvério Trevisan, que iniciaram uma nova etapa na narrativa LGBT brasileira, influenciada pela literatura LGBT global. Abreu abordou a diversidade sexual e a homofobia desde sua primeira coletânea de contos e continuou a explorá-la nos anos posteriores, em contos como "Terça-feira gorda", de Morangos mofados (1982), que narra o encontro entre dois homens homossexuais durante o Carnaval do Brasil; ou o romance Pela Noite (1983), talvez a primeira obra brasileira a abordar o HIV. Destaca-se o romance Stella Manhattan (1985), de Silviano Santiago, um dos primeiros a ter uma personagem travesti como protagonista; enquanto João Silvério Trevisan é reconhecido pelo romance Em nome do desejo (1983) e pela obra de não ficção Devassos no paraíso (1986).
Da poesia do final do século XX podem ser citados autores como Francisco Bittencourt e Roberto Piva, que exploraram a homossexualidade e o corpo masculino em suas obras; Waldo Motta, reconhecido por vincular questões relacionadas à diversidade sexual com motivos religiosos; e os poetas Glauco Mattoso e Horácio Costa, com obras focadas na abordagem de práticas tabus e críticas à sociedade heteropatriarcal brasileira.
As primeiras décadas do século XXI foram caracterizadas pela normalização e aumento da presença de protagonistas LGBT nas obras literárias brasileiras, muitos dos quais deixaram de ser apresentados com os estereótipos existentes em obras passadas. Temas relacionados à diversidade sexual também começaram a aparecer. em obras de gêneros como histórico, policial, utópico, e particularmente, na literatura juvenil. Entre os autores de obras LGBT premiadas nas últimas décadas estão narradores como Santiago Nazarian, Natalia Borges Polesso, Tobias Carvalho e Cristina Judar. Do lado da poesia, têm se destacado figuras como Angélica Freitas, Tatiana Nascimento e Ryane Leão.